# Eophona
Eophona es un género de aves paseriformes perteneciente a la familia Fringillidae. Incluye dos especies que se distribuyen por los bosques templados de Asia Oriental.

## Especies
Se reconocen las siguientes especies:
- Eophona migratoria (Hartert, 1903): picogordo chino.
- Eophona personata (Temminck & Schlegel, 1848): picogordo japonés.